# Igor Angelkorte
Angel Ferreira(nascido Igor Angelkorte; Rio de Janeiro, 18 de dezembro de 1987) é um ator, autor e diretor brasileiro.

## Biografia
Com formação em teatro, fez sua estreia na televisão em uma participação em Araguaia da Rede Globo. Em 2013 atuou em Além do Horizonte, exibida até 2014. Em 2015, obteve um papel na novela Babilônia, no horário nobre da TV Globo, após fazer uma participação na série Dupla Identidade. 
É formado pela Casa das Artes de Laranjeiras.

## Vida pessoal
Igor manteve um relacionamento com a atriz Aline Fanju. Igor também manteve uma relação com a atriz Camila Pitanga. 

## Filmografia

### Televisão
| Ano     | Título                  | Personagem                     | Nota                                    |
| ------- | ----------------------- | ------------------------------ | --------------------------------------- |
| 2011    | Araguaia                | Caio                           | Episódio: "14 de março"                 |
| 2013—14 | Além do Horizonte       | Marcelo Vilar                  |                                         |
| 2014    | Dupla Identidade        | Ivan Alvarenga                 |                                         |
| 2015    | Babilônia               | Clóvis Beviláqua               |                                         |
| 2016    | Justiça                 | Marcelo Cavalcante             |                                         |
| 2016    | Nada Será Como Antes    | Vitor Chagas                   |                                         |
| 2016    | Segredos de Justiça     | Túlio                          | Episódio: "Mais Valem Dois Pais Na Mão" |
| 2017—18 | O Outro Lado do Paraíso | Rafael Monteiro                |                                         |
| 2023—24 | Terra e Paixão          | Carlos Alberto de Assis (Cacá) |                                         |
| 2024    | Suíte Magnólia          | Turíbio                        |                                         |

### Cinema
| Ano  | Título             | Personagem | Nota           |
| ---- | ------------------ | ---------- | -------------- |
| 2010 | Subitamente V      | —          | Curta-metragem |
| —    | Atrás de uma bola  | —          | Curta-metragem |
| 2011 | E-Love             | Rubinho    | Curta-metragem |
| 2013 | Através do Espelho | —          | Curta-metragem |
| 2018 | Mormaço            | Lucas      |                |
| 2022 | O Amor Dá Voltas   | André      |                |

## Teatro
| Ano     | Título                           |
| ------- | -------------------------------- |
| 2008    | Os Melhores Anos de Nossas Vidas |
| 2009    | Peer Gynt                        |
| 2009    | Sweeney Todd                     |
| 2009    | O Casamento                      |
| 2010    | Da Carta ao Pai                  |
| 2010    | Do Artista quando Jovem          |
| 2011–13 | (Des)conhecidos                  |
| 2012    | Antes que você me toque          |
| 2012    | Fã-Clube                         |
| 2013–17 | Elefante                         |
| 2015    | Os Ordinários                    |
| 2016    | Os Sonhadores                    |

## Parte técnica
| Ano     | Título          | Cargo         | Nota         |
| ------- | --------------- | ------------- | ------------ |
| 2011–13 | (Des)conhecidos | Autor/Diretor | Peça teatral |
| 2013–17 | Elefante        | Autor/Diretor | Peça teatral |
| 2015    | Ferrugem        | Diretor       | Websérie     |
| 2017    | Fernando        | Autor/Diretor | Documentário |

## Prêmios e indicações
| Ano  | Prêmio                        | Categoria            | Trabalho          | Resultado | Ref.   |
| ---- | ----------------------------- | -------------------- | ----------------- | --------- | ------ |
| 2014 | Prêmio Contigo! de TV         | Melhor Revelação     | Além do Horizonte | Indicado  | [ 25 ] |
| 2014 | Prêmio Extra de Televisão     | Melhor Revelação     | Além do Horizonte | Indicado  | [ 26 ] |
| 2023 | Festival Sesc Melhores Filmes | Melhor Ator Nacional | O Amor Dá Voltas  | Pendente  |        |